# Serie B 2010/2011
Soutěžní ročník Serie B 2010/11 byl 79. ročník druhé nejvyšší italské fotbalové ligy. Soutěž začala 20. srpna 2010 a skončila 29. května 2011. Účastnilo se jí 22 týmů z toho se 15 kvalifikovalo z minulého ročníku, 3 ze Serie A a 4 ze třetí ligy. Nováčci ze třetí ligy jsou: Novara Calcio, Calcio Portogruaro-Summaga, AS Varese 1910, Delfino Pescara 1936.
První 2 kluby v tabulce postupovali přímo do Serie A. Play off hrály kluby o jedno postupové místo do Serie A vyřazovacím způsobem (klub ze 3. místa hrál s klubem ze 6. místa a klub ze 4. místa hrál s klubem který obsadil 5. místo). Sestupovali poslední 3 kluby v tabulce (20., 21. a 22. místo) přímo a klub který skončil na 18. a 19. místě se utkali na 2 zápasy v play out, poražený sestoupil do třetí ligy. 

## Tabulka
| Poř. | Tým                        | Z  | V  | R  | P  | VG | OG | B  |
| ---- | -------------------------- | -- | -- | -- | -- | -- | -- | -- |
| 1.   | Atalanta BC                | 42 | 22 | 13 | 7  | 61 | 35 | 79 |
| 2.   | AC Siena                   | 42 | 21 | 14 | 7  | 67 | 35 | 77 |
| 3.   | Novara Calcio              | 42 | 18 | 16 | 8  | 63 | 38 | 70 |
| 4.   | AS Varese 1910             | 42 | 16 | 20 | 6  | 51 | 34 | 68 |
| 5.   | Calcio Padova              | 42 | 15 | 17 | 10 | 63 | 48 | 62 |
| 6.   | Reggina Calcio             | 42 | 15 | 16 | 11 | 46 | 40 | 61 |
| 7.   | AS Livorno Calcio          | 42 | 15 | 14 | 13 | 49 | 46 | 59 |
| 8.   | Turín FC                   | 42 | 15 | 13 | 14 | 49 | 48 | 58 |
| 9.   | Empoli FC                  | 42 | 13 | 18 | 11 | 46 | 39 | 57 |
| 10.  | Modena FC                  | 42 | 12 | 19 | 11 | 46 | 51 | 55 |
| 11.  | FC Crotone                 | 42 | 13 | 15 | 14 | 45 | 50 | 54 |
| 12.  | Vicenza Calcio             | 42 | 15 | 9  | 18 | 44 | 54 | 54 |
| 13.  | Delfino Pescara 1936       | 42 | 14 | 11 | 17 | 44 | 48 | 53 |
| 14.  | AS Cittadella              | 42 | 12 | 15 | 15 | 50 | 54 | 51 |
| 15.  | US Grosseto FC             | 42 | 12 | 15 | 15 | 43 | 50 | 51 |
| 16.  | US Sassuolo Calcio         | 42 | 13 | 12 | 17 | 42 | 46 | 51 |
| 17.  | Ascoli Calcio 1898 1       | 42 | 14 | 14 | 14 | 44 | 48 | 50 |
| 18.  | UC AlbinoLeffe             | 42 | 13 | 10 | 19 | 55 | 66 | 49 |
| 19.  | Piacenza FC                | 42 | 11 | 13 | 18 | 50 | 63 | 46 |
| 20.  | US Triestina Calcio        | 42 | 8  | 16 | 18 | 34 | 57 | 40 |
| 21.  | Calcio Portogruaro-Summaga | 42 | 10 | 10 | 22 | 39 | 63 | 40 |
| 22.  | Frosinone Calcio           | 42 | 8  | 14 | 20 | 46 | 64 | 38 |

Poznámky
- Z = Odehrané zápasy; V = Vítězství; R = Remízy; P = Prohry; VG = Vstřelené góly; OG = Obdržené góly; B = Body
- 1  Ascoli Calcio 1898 přišla během sezóny o 6 bodů.

|  | Přímý postup do Serie A 2011/12            |
|  | Play off                                   |
|  | Sestup do Lega Pro Prima Divisione 2011/12 |

## Play off
Boj o postupující místo do Serie A.

### Semifinále
Calcio Padova - AS Varese 1910 1:0 a 3:3
Reggina Calcio - Novara Calcio 0:0 a 2:2

### Finále
Calcio Padova - Novara Calcio 0:0 a 0:2
Poslední místo pro postup do Serie A 2011/12 vyhrál tým Novara Calcio

## Play out
Boj o setrvání v Serii B.
Piacenza FC - UC AlbinoLeffe 0:0 a 2:2
V Serii B zůstal klub UC AlbinoLeffe. Klub Piacenza FC sestoupil do třetí ligy.